# Малчезине
Малчезине (итал. Malcesine) је насеље у Италији у округу Верона, региону Венето.
Према процени из 2011. у насељу је живело 2929 становника. Насеље се налази на надморској висини од 88 м.

## Становништво
Према резултатима пописа становништва 2011. у општини је живело 3.685 становника.
| 1951. | 1961. | 1971. | 1981. | 1991. | 2001. | 2011. |
| ----- | ----- | ----- | ----- | ----- | ----- | ----- |
| 2.604 | 2.876 | 3.431 | 3.488 | 3.398 | 3.417 | 3.685 |